# Jeremy Northam
Jeremy Philip Northam (Cambridge, Inglaterra, 1 de diciembre de 1961) es un actor británico.

## Biografía
Northam nació en Cambridge, Cambridgeshire, hijo de Rachel, una profesora de economía, y John Northam, un profesor de literatura y teatro. Northam se formó en el Royal National Theatre, donde reemplazó a Daniel Day-Lewis en el rol de Hamlet (1988). Hizo su debut en el cine estadounidense con The Net.

## Filmografía
- Freud's Last Session (2023)
- The Crown (2016)
- Our Kind of Traitor (2016)
- El hombre que conocía el infinito (2015)
- Eye in the Sky (2015)
- White Heat (2012)
- Miami Medical (2010)
- Glorious 39 (2009)
- Creation (2009)
- Dean Spanley (2008)
- Los Tudor (2007)
- The Invasion (2007)
- Checkmate (2006)
- Tristram Shandy: A Cock and Bull Story (2005)
- Guy X (2005)
- Bobby Jones: Stroke of Genius (2004)
- La sentencia (2003)
- Statement (7 crímenes) (2003)
- The Singing Detective (2003)
- Martin y Lewis (2002) (TV)
- Cypher (2002)
- Posesión (2002)
- Gosford Park (2001)
- Enigma (2001)
- The Golden Bowl (2000)
- The Winslow Boy (1999)
- An Ideal Husband (1999)
- Gloria (1999)
- Happy, Texas (1999)
- The Misadventures of Margaret (1998)
- The Tribe (1998) (TV)
- Amistad (1997)
- Mimic (1997)
- Emma (1996)
- Voices (1995)
- The Net (1995)
- Carrington (1995)
- A Village Affair (1994) (BBC TV)
- Cumbres borrascosas (1992)
- A Fatal Inversion (1992) (BBC TV)
- Soft Top Hard Shoulder (1992)
- Journey's End (1988) (TV)
- Piece of Cake (1988) (miniseries)
- Suspicion (1987) (TV)
- Wish Me Luck (1987-88) (serie de televisión)